# Graham Zusi
Graham Jonathan Zusi, född 18 augusti 1986 i Longwood, Florida, USA, är en amerikansk fotbollsspelare som spelar som mittfältare för den amerikanska klubben Sporting Kansas City.
Zusi spelar även för USA:s fotbollslandslag.

## Meriter

### Sporting Kansas City
- Lamar Hunt US Open Cup: 2012, 2015
- Major League Soccer Eastern Conference Championship: 2013
- MLS CUP: 2013

### Individuellt
- MLS Best XI All-Star Game: 2012, 2013
- Major League Soccer All-Star Game All-Star Game: 2012, 2013
- MLS Breakout Player of the Year: 2011
- Mest värdefullare spelare i Sporting Kansas City: 2012, 2013